# ロミオVSジュリエット
『ロミオVSジュリエット』（Romeo VS Juliet）は、QuinRoseより2013年8月22日に発売されたPlayStation Portable用恋愛アドベンチャーゲームで、『ロミオとジュリエット』をモチーフとした乙女ゲーム作品のシリーズ第一作目。本項目では続編の『ロミオ&ジュリエット』（Romeo & Juliet）についても扱う。

## 概要
ヴァンパイアの跋扈する国・ヴェローナを舞台に、題材となるシェイクスピア作の戯曲『ロミオとジュリエット』の登場人物と同じ名前のキャラクター及び主人公が恋愛模様を繰り広げる。『ロミオとジュリエット』を下敷きにしたストーリーではあるが、メイン2人の死を回避するエンディングも存在。続編である「ロミオ&ジュリエット（以下通称の「&」で略記）」にて原作の『ロミオとジュリエット』そのものが劇中劇として登場するだけではなく、「ロミオVSジュリエット（以下通称の「VS」で略記）」でも本家『ロミオとジュリエット』を始めとしたシェイクスピアの代表作である『ハムレット』等から名台詞がしばしば引用されている。
後に全巻パックが、PlayStation Vitaへ移植。

## ストーリー

### ロミオVSジュリエット
小国ヴェローナの大公であるエスカラスにより、かねてからの懸案事項であった脅威・ヴァンパイアとの融和政策が発表された教会。ヴァンパイアハンターの認定試験を間近に控えていたハンター見習いの主人公を始めとした多くの関係者が動揺する中、街の一角へのヴァンパイア襲撃の報が入る。先輩ハンター達と共に現場に急行した主人公だったが、予想外に多勢であったヴァンパイア達により、ピンチに追い込まれてしまう。そんな主人公を助けたのは、ヴァンパイアの王・ロミオとその従者・マキューシオだった。更に隻眼のヴァンパイア・ベンヴォーリオが負傷者を看護したのも目の当たりにした主人公は、両親を惨殺された過去から、これまで何の疑問もなく歩んで来たハンターへの道――ヴァンパイアという種族そのものへの認識を、融和政策に揺れるヴェローナを駆け巡りながら見つめ直す事になる。

### ロミオ&ジュリエット
数々の苦難を乗り越え、和平協議の成立したヴェローナ。日没後の街中にはポツポツとヴァンパイア達の姿が、そんなヴァンパイア達を歓迎するように深夜営業を始める商店が、多く見受けられるようになっていた。自身も、前の一件以来の仲であるヴァンパイア達との変わらぬ友情を温めていた主人公だったが、そんな日々に届いたエスカラスからの舞踏会への招待状…。違和感を覚え招待前に屋敷を訪ねた主人公は、第三国のマンチュアがヴェローナを属国として狙っている事、その為にヴェローナを弱体化させようとヴァンパイアと人間の和平決裂を画策している可能性を示される。あの悲劇は決して繰り返させない――、ヴァンパイア・人間双方のかつての仲間達と共に、主人公は再び立ち上がる。

## 登場人物
ジュリエット＝キャピュレット（Juliet Capulet）
キャピュレット領の若き女当主で、ヴァンパイアハンター見習い（作中用語の項目参照）。「&」では和平協議成立の立役者の1人。名前のみ変更可能。
幼児期に自邸がヴァンパイア（作中用語の項目参照）の集団による強襲を受け、父母が惨殺された“銀の銃弾事件”（作中用語の項目参照）の生き残り。その際のヴァンパイアへの憎しみと、キャピュレット領の歴代当主達やハンターとして著名な人物であった父への誇りを胸に、自身も同じ道を志す。「VS」開始時点では、教会（作中用語の項目参照）での寮生活を経て、見習いながらトップクラスの射撃の腕前となっている。ストロベリーブロンドの髪はいつもポニーテイルという、活発で飾り気のない性格で勤勉。教会での暮らしにより恋愛方面に疎く、貴族の子女としての教養全般（特にピアノ）は苦手だが、料理や菓子作りは比較的得意。父の死に際が影響し、人を護りたいという思いが強い。常用の武器は小型のリボルバーとナイフ。
「&」では融和政策のゴタゴタにより、思いがけず上位のヴァンパイア達との交流を多く持った事で、ハンターとして駆逐すべき怪物としてしか見て来なかったヴァンパイア達の人間性に触れ、誰よりも彼らとの和平を望むようになる。その為、演劇“ロミオとジュリエット”（作中用語の項目参照）の紅一点として、ヒロインを演じる事になってしまう。
ロミオ＝モンタギュー（Romeo Montague）
声 - 櫻井孝宏
モンタギュー家の当主。ヴァンパイアの中でも群を抜いた身体能力を持つ、ヴァンパイアの王。
その高い能力を恐れられてはいるが、自領では高潔で公平な采配で領民の敬愛を集める領主。月のようなブロンドの髪と青い目をした目の覚めるような美丈夫だが、過度の自信家で、物言いは常に尊大且つ傲慢で芝居掛かっている。しかしヴァンパイアとしてはまだ若く、20歳前後。父やロミオ達の家庭教師・アムレートの仇である人間への怒りから、常に人間を脆弱で下等な生物と公言して憚らず、融和反対を表明している。特に主人公には父達から連綿とする因縁がありながら、月夜に一緒に泣き明かした幼少時の思い出により特別な執着を見せる。珈琲と本（及び芝居）をこよなく愛するがロミオ周辺には読書家が少ない為、書物談義が始まると熱い。
「&」ではヴァンパイアと人間の和平に尽力した功績から主人公を認め、過去の因縁は水に流し、希少な読書家仲間として友人となっている。が、本好きが高じ、ヴァンパイア一族の筆頭として主人公と共に“ロミオとジュリエット”のメインを張る事になる。

### ヴェローナ
大公エスカラスが400年に渡って治める国。ヴァンパイアとの攻防の歴史は長く、その発端は建国同様にハッキリしていない程に古い。ヴァンパイアハンター達が所属する教会の働きによってなんとか襲撃を凌いでいるような状態で、他国との交易にも手が回らない鎖国状態であり、銃火器以外の文明は周辺国より大きく遅れてしまっている。ヴァンパイアを恐れ、日没後の国内に人々の行き交いはほぼ皆無で、一部歓楽街があるのみ。
ロレンス＝グロブス（Lawrence Globus）
声 - 羽多野渉
教会の纏め役で、歴戦のハンター。主人公の恩師。
寡黙で冷静沈着、愛煙家の仕事人間。教会内の執務室のデスクには、いつも書類がうず高く積まれている。エスカラスからの信頼は厚く、教会についてはほぼ全権を委ねられている。左目を傷付けられながらもヴァンパイアを撃破した逸話を持つ猛者だが、その際に義理の姉・リリー（その他の項目参照）を亡くし、現在は天涯孤独。武器マニアでもある。
「VS」同様に「&」でも引き続き教会の纏め役ではあるが、教会の役割が大きく変わった事で、更に多忙を極めている。その上、口下手でありながら演劇上演にも駆り出されてしまい、どうにか逃げられないかと頭を悩ませるようになる。
パリス＝ヴェロナ（Paris Verona）
声 - 木村良平
大公の最有力後継者候補。主人公の婚約者。
表向きはエスカラスの甥とされているが、実際はエスカラスの弟の子孫で、現ヴェロナ家唯一の男子。「VS」冒頭で主人公との縁談が持ち上がるが、嫁入りよりもキャピュレット領を自分で護る事が夢だった主人公にとっては、家格上ほぼ断る権利がなかったのもあって、悩みの種になってしまう。柔和な言動と有能さを備え、飛び級してハンターとなった以降も第一線で名を馳せており、周囲の人望は厚い。だがその実、過去のトラウマからヴァンパイアを嬲り殺す事に生きがいを感じ、人間を誰一人として信じられないという歪んだ内面を貴公子の仮面で徹底的に隠す、亜麻色の髪に緑の瞳の青年。
「&」では「VS」時の功績が認められて正式な次期大公として、エスカラスの補佐をしながら引き継ぎを受けている。その為、不仲な実父が住む実家の屋敷ではなく、エスカラスの屋敷で暮らしている。しかし主人公との婚約話は、領主業に専念したいと主人公がエスカラスへ願い出た事で、破談とされている。
エスカラス＝ヴェロナ（Escalus Verona）
声 - 井上和彦
ヴァンパイアと人間のハーフのヴェローナ大公。
前大公の父とヴァンパイアの母との間に生まれ、即位後に成長が止まってから400年間もヴェローナの指導者を務めてきた人物。ヴァンパイアの特徴である驚異的身体能力はないものの不老長寿で病に罹らず、ずっと温和な美青年然とした姿のまま生きてきた。だが端々で老人発言が目立ち、政治面以外の事はやや忘れっぽくなってもいるので、自他共におじいちゃん扱いされている。鎖国状態のヴェローナが他国より大きく遅れている事に危機感を抱き、主因であるヴァンパイアの脅威を取り除こうと、融和賛成派の筆頭ヴァンパイアのベンヴォーリオ（ヴァンパイアの項目参照）と協力して融和政策を打ち出した。100年前に一度だけ迎えた妻・ロザラインとの間に子供はなかったので、パリスを甥として非常に可愛がっているが、その鋭さや老獪さでパリスにはやや苦手がられている。普段は朗らか且つ気さくでやや情けないが、一度決めた事は笑顔でゴリ押し・どんな手段を使っても貫き通すという遣り手。柔らかな癖っ毛で、琥珀色の瞳の右目にだけ片眼鏡、杖をいつも手にしている。ティースタンドを使っての、サイドメニュー豊富なお茶会がお気に入り。
「&」では第三国マンチュアがヴァンパイアと人間の仲を再び裂き、ヴェローナが力を削がれた所を属国化しようと狙っているのに対抗しようと、演劇上演で文化レベルやヴァンパイアとの結束をアピールするよう提案する。
ウィリアム＝シェイクスピア（William Shakespeare）
声 - 小野友樹
医師であり薬師。エスカラスとベンヴォーリオの友人。
ヴェローナの街に薬局店を構えながらも、教会の救急医師や森への出入りもしている優男。面倒が多いという点からヴァンパイアと人間のハーフであるのは、人間達には隠している。何事も研究第一で、医師と薬師をするのはその資金稼ぎの為らしく、時折客に怪しい薬を振る舞っては勝手に被験者にしていたりもする模様。狭間の川に掛かる橋に程近い小屋を、研究所兼自宅にしている。匂いや整頓をいつも気に掛ける、几帳面な性格。長い金髪に金の目を持つ美形。
「&」では人間・ヴァンパイアとも診られる数少ない医師として多忙を極めていたが、その知性を見込まれ、演劇上演の脚本を執筆する羽目になる。“ロミオとジュリエット”を書き上げた後は、そのまま演出や舞台装置の監修も担当。
ティボルト＝キャピュレット（Tybalt Capulet）
声 - 細谷佳正
主人公の次にキュピュレット領後継者権を持つ、従弟。主人公の叔母・イザベル（その他の項目参照）の息子。
主人公の両親の死後、イザベルが同居した事から主人公とは実の姉弟同然に育ったので、主人公を『姉さん』と呼ぶ。しかしティボルト自身は、かなり昔から主人公を恋慕っており、屋敷の者達にはほぼ周知の事実。感情が激しく勉強や本嫌いと子供っぽくはあるが、正直者で天真爛漫、情に厚い。主人公が教会に入っていた3年間は、イザベルがキャピュレット領を治めるのを補佐してきた為、主人公よりはダンスなど貴族としての教養に通じている。ヴァイオリンは好きで、腕前はかなりのもの。金髪碧眼で整ったやや可愛らしい顔立ちだが、主人公への恋心から子供・年下扱いを嫌う。
「&」では融和政策のゴタゴタで心身共に成長し、理想的な貴族・領主になりつつある。それを見込まれて演劇上演にも参加するが、かつて一悶着あったマキューシオと接するのは複雑な心境。

### ヴァンパイア
キャピュレット領と狭間の川を挟んで隣接する、日の差し込まない程に木々が生い繁った森に居を構える異種族。しかし見た目には人間との差異は殆どなく、見分けは付かない。（詳しくは作中用語のヴァンパイアの項目参照）
マキューシオ＝エテルナ（Mercutio Eterna）
声 - 遊佐浩二
ロミオの忠実にして口の悪い従者。モンタギュー家の分家である、エテルナ家の現当主。
ロミオの有能な片腕ではあるが、規律を乱す者を嬉々として猟奇的に惨殺する事から、ヴァンパイア内で表立ってまず恐れられる人物。人目には青い服に羽飾りの付いた帽子、プラチナブロンドの髪と青い目を持つ愛嬌たっぷりな色男で、軟派な物言い同様に女好き。二言目には『粛清』と口にする残虐な皮肉屋だが、小器用で勘が良く、根はお菓子好きで子供っぽい。そのせいか年齢は150歳前後とロミオより大分年上であるにもかかわらず、よくその素行を叱り付けられているが、ロミオを非常に慕っている。次兄ではあるが、長兄リディオの死により当主職と双子の弟妹のベルトルドとビーチェの親代わりを務めている。
元々派手好きな性格故か、和平が成立した「&」では積極的に人間の街に繰り出しては、菓子店巡りをしている。融和政策のゴタゴタの折り、命を助けられた縁で主人公とは気の置けない友人同士。
ベンヴォーリオ＝モンタギュー（Benwolio Montague）
声 - 子安武人
ヴァンパイア側の融和賛成派筆頭。ロミオの従兄で、親代わり兼後見人。
素朴で大雑把で開けっ広げ、人好きのする陽気なヴァンパイア。が、幼児期に父を亡くしたロミオに代わり、一時はモンタギュー家の当主代理も務めた。当主返上後、ヴェローナ以外の他国を放浪してその文明の差を痛感した事で、エスカラスの融和政策を支持するようになる。基本的にロミオに従順な森のヴァンパイア達だが、一部が融和賛成派としてベンヴォーリオに従っている事から、当主時代にはそれなりの采配を揮っていた様子。ヴァンパイアとしては異質な褐色の肌を持ち、右目の黒い眼帯が特徴。短髪と左目はロミオと同じ金髪碧眼だが、精悍な顔立ちに逞しい体つきでその趣きは大きく異なる。他のヴァンパイアに比べて日光への耐性がやや高いので、フードやローブさえ身に着ければ夕方にはもう外出が可能。「VS」冒頭ではヴァンパイアの大群により負傷した主人公の先輩ハンター・マデリーン（その他の項目参照）を救護した事により、主人公がヴァンパイアを見直す切っ掛けとなった。年齢は300歳前後。
「VS」では和平のため、反対派のロミオに代わりヴァンパイア代表としてエスカラスとの協議に臨席したり、人間の街の酒場・賭場巡りをして民衆への融和政策に対する意識調査を担当していたが、協議が成立した「&」では、エスカラスの補佐を務めている。「VS」時からエスカラスに借りていた木の根だらけの屋敷に引き続き住んでおり、相変わらずお気に入り。
バルサザー＝アクイラ（Balthasar Aquila）
声 - 榎本温子
ロミオの侍女。貴族外の一般のヴァンパイアとしては、最強の力を持つ。
ロミオの生家で使用人頭を務める有能さを持つ反面、方向音痴でまだ出入りする事の少ないヴェローナ市街ではよく迷子になっている。一見した限りは淡い色をした柔らかなウェーブヘアに花の髪飾りを付けた、天使のようなツンデレ美少女ながら、かなりの年長者らしい。主として心底崇めるロミオの養育にも携わっていたが、基本はどこまでも従順で忠実。しかしそれ以外の人物に対する尊大で高慢な言動（一人称が私から妾になる等）との差は著しい。融和政策のゴタゴタで主人公が森に攫われた際、護衛も兼ねた世話係を務めた事から、主人公とは友人となる。
ベルトルド＝エテルナ
マキューシオの弟で、エテルナ家の三男。ビーチェの双子の兄。気弱でやや泣き虫だが細かい事にもよく気が付く、聡明で健気なヴァンパイアの少年。が、いつも一緒のビーチェ相手には、気強く行儀について窘める事もしばしば。普段はエテルナの屋敷でビーチェや使用人達と静かな寂しい暮らしなので、主人公が来訪した際は珍しがり、素直に喜ぶ。マキューシオの不在時にはモンタギュー屋敷に預けられる為、ロミオやバルサザーにもよく懐いている。エテルナ家の4兄妹は皆姿が似ており、ベルトルド自身も柔らかなプラチナブロンドと透き通るように白い肌、青い瞳を持つ。
ビーチェ / ベアトリーチェ＝エテルナ
ベルトルドの双子の妹。末っ子らしく甘えたで小生意気、好奇心旺盛で寂しがり屋という、子供らしい少女のヴァンパイア。ベルトルドとよく似た服に、肩下まであるプラチナブロンドの髪を2つ分けにした、人形のように愛くるしい容姿。双子達のお産で母を、そのショックで間もなく父も亡くなった事で、ベルトルドと共にマキューシオの愛情を一身に受けて育つ。が、その為にマキューシオにかなり依存しているので、「VS」では屋敷に現れた主人公へ嫉妬心や敵意を剥き出しにする。

### その他
イザベル＝キャピュレット
ティボルトの母。主人公にとっては後見人として不在時にキャピュレット家当主代行を任せている、父の実妹である叔母。
夫と離別してキャピュレットに戻って長く、女手1つでティボルトを育てながら、身寄りのなくなった主人公も実娘同然に育てる。主人公とよく似た色の髪を縦ロールにした、チャーミングな美人。本来キャピュレットの家督相続には無縁な立場であった為か戦闘訓練こそ受けていないものの、主人公のピアノやティボルトへのヴァイオリンの手解き、領地経営を卒なくこなす知性と教養も備える才媛。子供達の恋愛事や美丈夫なヴァンパイアへのミーハーさを見せるなど、作中一番女らしい人物だが貴族のメンツや意地には興味がないらしく、飾り気のないさっぱりとした気性は主人公とよく似ている。
マデリーン＝ムーア
主人公の友人であり先輩の、ベテラン女ハンター。「VS」冒頭、主人公の初陣に当たる戦闘でヴァンパイアの集団によって強襲を受け、負傷してしまった所をベンヴォーリオの応急処置に救われる。怪我を負うまではキャピュレット領に派遣されていたが、療養中に主人公がキャピュレット家に戻る事になる一部ルートではそのまま担当領地を交代、回復後はキャピュレット領に復帰せずにファルネーゼ領へ転属となる。ロレンスやジュリアンとは見習いハンター時代からの付き合いで、特にリリーとは親友だった。現在もロレンスとは減らず口を叩き合う気易い仲だが、貴族の身分を何かと鼻に掛けるジュリアンが気に入らないらしく、嫌っている。長い髪を後ろで1つに三つ編みにしている。職業柄か面倒見が良くさばけた性格の持ち主、といえば聞こえは良いが財布などの大切な物をブーツに挟んでおくなど、女性としてはややがさつなタイプ。
ジュリアン＝ファルネーゼ
キャピュレット領の隣りに位置する、ファルネーゼ領の領主。リリーの元婚約者。ロレンスやマデリーンとも見習いハンター時代からの付き合いで、駆け出しの頃のロレンスとは教会内で互角の射撃の腕を誇ったハンター。穏やかな物腰の割りに目が全く笑っていない、感情の読めない人物。
リリー＝グロブス
ロレンスの父の再婚相手の女性の連れ子で、義理の姉。ロレンスは勿論ながらマデリーンやジュリアンとも見習い時代からの付き合いで、可憐な容姿に反して芯のしっかりとした、将来を嘱望された優秀なハンターだった女性。特にジュリアンには深く愛されていたが、作中では既に故人。
フェルナンド
ベンヴォーリオが現在住んでいる屋敷の筆頭使用人。落ち着いた無駄のない所作に、ざっくばらんで気さくな物言いの男性。エスカラスによって屋敷と共に貸し出された使用人で、ベンヴォーリオの護衛ではあるが、人間を裏切った際の始末役も兼ねている元ハンター。振る舞う料理の味には誰もが悶絶する程の料理音痴だが、壊滅的なまでの味覚音痴でもある為、本人には自覚も悪気も一切ない。一応敬語ではあるが気楽な遣り取りをするベンヴォーリオを気遣い、食事を毎回用意しようとするが、常に逃げられている。

## 作中用語
ヴァンパイア
尖った犬歯以外は人間とほぼ同じ容姿だが、回復力や身体能力は人間を遥かに凌駕し、病気に罹らず、異様なまでの長寿を誇る。日光を浴びたり、銀製品での致命傷を負うと灰になってしまう。
『人間の血の臭いを嗅ぐと猛り狂い、一度街に現れればその恐るべき力や吸血行為で人を死に至らしめる、ヴェローナ住民最大の脅威である血に飢えた怪物』との性質は、一部のヴァンパイアのみのもの。これまで受けた殺戮行為から、徹底的にヴァンパイアとの交流を持とうとしなかったヴェローナの人間は実態を殆ど知らず、ヴァンパイアに人間性や知性は認めていない。実際の大多数のヴァンパイアは農耕や狩りといった、ヴェローナ内の人間達とほぼ変わらない昼型の生活や食事で日々を繋いでいる。人間の血は嗜好品や強壮剤的なものであって、摂取しなくとも十分生存が可能。吸血行為自体もヴァンパイア側が理性的にコントロールさえすれば痛みすら与える事はなく、吸血量の調節も自在なので、吸血＝殺害ではない。森の中の100～200戸の集落8つに分かれて自給自足しており、ファッションについてはやや前時代的で華美ではあるが、文化レベルも住民数もヴェローナの人間達とほぼ遜色はない。従って、血の臭いに狂って人を襲わない限りはヴァンパイアが街に紛れ込む事も可能で、余程のハンターでなければ――例えば一般市民などには見分けが付かず、その事実を知る者も多くはない。産褥で亡くなる事がままあるらしく、マキューシオ達の母のような多産は希少。
協議成立後の「&」では、これまで外部との交易がなかったのを埋めるように街へ買い物に訪れるヴァンパイアが増え、日没後の市街にはフードを被った人影がよく見られるようになった。エスカラスの計らいで深夜過ぎも開く店は増えたが、ヴァンパイアと人の貨幣の違いやこれまでの経緯から、まだ課題は多い模様。
キャピュレット
ヴァンパイアの住処である森と、ヴェローナの街を隔てる領地。この地を治める人間の領主一族が、主人公の血統。その土地柄から、初代当主を始めとした代々の領主達は貴族には珍しく率先して最前線に立つ、有能なヴァンパイアハンターであった。それによりヴェローナ貴族界の家格そのものはそう高くない辺境の一族でありながら、領民から慕われているのは勿論の事、対ヴァンパイアの急先鋒としてヴェローナの一部の人々（ヴァンパイアとの融和反対派など）には、ある種ヴェロナ家よりも神聖視されている向きもある。数少ない銀製武器の製造・所持権利を持つ一門の1つであり、ヴァンパイア戦の要衝として教会から多額の特別援助金を受けていたが、協議が成立した「&」では後者の役割を終えた事で援助金が打ち切られており、領地経営に大きな変革を迫られている。
モンタギュー
ヴァンパイアの住む森を治める、領主一族。ロミオの父亡き後、一時ベンヴォーリオがその当主代理を務めた時期もあったが、現在はロミオを頂点としている。昼でも日の差さない鬱蒼とした森の中、広大な土地が少ない為にいくつかの集落に分かれて住むヴァンパイア達に最低限の規律を課す事で統率し、生活を保証している。マキューシオのエテルナ家は遠縁で、分家の1つ。ヴェローナにとって森は、他国との交通路として避けて通るのは難しい場所に位置しているので、鎖国の主な原因の1つになっている。
教会
エスカラス直属のヴァンパイアハンター統率・養成機関。交番的な街の公共施設としての面もあるが、多くは夜間の巡回、ヴァンパイアの襲撃時に手旗信号や各領地に設置された鐘の音などで連絡を取り合い、ヴァンパイアを撃退・市民の安全を護るのが主な役目。入団した人材は3年間の寮生活でヴァンパイアの生態や戦闘術を学び、規定期間内の実戦で問題無しと監督役の現役ハンターに認定されるという形式の試験に合格すれば、ハンターとして雇用される。見習い・ハンターとも、十字架部分が笛になっているロザリオ、修道服状の制服が支給されているが、後者の着こなしは自由度が高いようで多岐に渡る。
それ自体が元来高価であり数少ないヴァンパイアへの対抗手段である為、銀製武器やその弾薬の製造・所持権利を持つのは教会と一部の貴族のみの特権で、一般には流通していない。しかし教会管理のものは、教会所属の正式なハンター（経済力があれば、試験合格後に独立も可能）であれば自由な持ち出し・使用が許可されている。
「&」では協議が成立し、ヴァンパイアが人を襲う事はほぼなくなった為、ヴァンパイアを討伐する組織から街の揉め事を解決する自警団へと変化した。しかしやがてヴァンパイアが街で突然銀製武器によって暴行を受ける事件が頻発し、その解決に奔走する事になる。
狭間の川
ヴァンパイアの森と、人間の街との境界に流れる川。キャピュレット領から石造りの橋が1つ掛かっているが、人間側からは橋は勿論、川周辺さえもヴァンパイアの襲撃を警戒して、許可なく足を踏み入れるのは禁じている。上流には古くからの堰があり、ヴァンパイアの森が水浸しにならないよう、水量を減らしている。
銀の銃弾事件
ある晩にキャピュレット邸をヴァンパイアの集団が急襲、主人公の両親及び当時の使用人達を惨殺した事件。当時既にハンターとして高名だった主人公の父は、未だ判然としていなかったヴァンパイアへの銀製武器の有効性を研究中であったが、幸運にも生き残っていた主人公と邸内で合流した際に銀の銃弾入りの小銃を託す。それが少女でしかなかった主人公を、父の死に立ち会いながらも生き延びさせる結果となった。この一件が皮肉にも銀製武器の有効性を実証した事で、ヴェローナ住民は対ヴァンパイアの希少な切り札を手に入れ、主人公は大発見者の娘且つ凄惨な事件の数少ない生存者として、一部教会関係者の間で有名となる。幼児期の主人公の人格に大きな影響を与えた事件。
実はこの頃、主人公とロミオ達の父同士はヴァンパイアと人間の融和という理想を共有しており、非公式に不可侵条約を結んでいた。しかしその後にリディオの失踪を始めヴァンパイアへの襲撃などが相次いだ事で、ロミオの父はこれを主人公の父の裏切りと取り、激怒。報復として複数のヴァンパイアを率いてキャピュレット邸に攻め入り、ロミオの父自身も討ち死にしている。
ロミオとジュリエット
ヴェローナを狙うマンチュアに隙を与えぬため、ヴァンパイアと人間の結束をアピールしようとエスカラスが提案した演劇上演用に、ウィリアムが描き下ろした戯曲。間者の潜入で妨害されるのを警戒して、和平協議に尽力したメンバーで主要キャストをと考えた結果、演劇に関しては素人の集まりとなった。よってウィリアムはメンバーをそのまま役として盛り込み、協議の際に起きた事件（「VS」の内容）をベースに脚色、ラストは主題を強調する等の構成上の点からロミオと主人公の悲恋に仕立てて演技力面などの演者への負担を軽減した。とストーリーや各キャストの役割・台詞が、「VS」のものではなく『ロミオとジュリエット』のものになっている事を理由付けしている。
「&」の作中では、戯曲はマンチュア対策時に作られたオリジナル劇中劇となっているが、それ以前の「VS」内で既に主人公とロミオが、有名シーンであるバルコニーの台詞で遣り取りをしている矛盾がある。しかしその台詞を含む“ヴェローナ市内で流布している戯曲”というのが、『ロミオとジュリエット』であるのかどうかは作中明言されてはいない。

## 主題歌
ロミオVSジュリエット
オープニングテーマ「Romeo vs Juliet」　歌 - ロマン喫茶
エンディングテーマ「Cross My Heart」　歌 - 井上和彦
ロミオ&ジュリエット
オープニングテーマ「Romeo and juliet」　歌 - ロマン喫茶
エンディングテーマ「終幕の踊り場」　歌 - ヒサノ